# Лозовая (Красноярский край)
Лозовая — деревня в Рыбинском районе Красноярского края России. Входит в состав Бородинского сельсовета.

## История
В 1976 г. Указом Президиума ВС РСФСР деревня отделения № 2 Бородинского совхоза переименована в деревню Лозовая.

## Население
| 2010 |
| ---- |
| 147  |